# Комсомольське сільське поселення (Котельницький район)
Комсомо́льське сільське поселення (рос. Комсомольское сельское поселение) — адміністративна одиниця у складі Котельніцького району Кіровської області Росії. Адміністративний центр поселення — селище Комсомольський.

## Історія
Станом на 2002 рік на території сучасного поселення існували такі адміністративні одиниці:
- Вершинятський сільський округ (село Козловаж, присілки Гребенята, Єліфер)
- Комсомольський сільський округ (селища Єжури, Іготіно, Комсомольський, присілок Ехтенки, Капіданці, Колос, Патруші, Толстік)

Поселення було утворене згідно із законом Кіровської області від 7 грудня 2004 року № 284-ЗО у рамках муніципальної реформи шляхом об'єднання та перетворення Вершинятського та Комсомольського сільських округів.

## Населення
Населення поселення становить 813 осіб (2017; 809 у 2016, 820 у 2015, 836 у 2014, 925 у 2013, 940 у 2012, 980 у 2010, 1362 у 2002).

## Склад
До складу поселення входять 10 населених пунктів:
| Населений пункт        | Населення, осіб (2002) | Населення, осіб (2010) |
| ---------------------- | ---------------------- | ---------------------- |
| Гребенята, присілок    | 30                     | 19                     |
| Ехтенки, присілок      | 0                      | 0                      |
| Єжури, селище          | 4                      | 4                      |
| Єліфьор, присілок      | 18                     | 9                      |
| Іготіно, селище        | 86                     | 46                     |
| Капіданці, присілок    | 3                      | 0                      |
| Козловаж, село         | 149                    | 99                     |
| Колос, присілок        | 0                      | -                      |
| Комсомольський, селище | 1070                   | 803                    |
| Патруші, присілок      | 1                      | 0                      |
| Толстік, присілок      | 1                      | 0                      |